# NGC 7084
NGC 7084 је група звезда у сазвежђу Пегаз која се налази на NGC листи објеката дубоког неба.
Деклинација објекта је + 17° 30' 30" а ректасцензија 21h 32m 33,0s. Привидна величина (магнитуда) објекта NGC 7084 износи 11,1. NGC 7084 је још познат и под ознакама OCL?.